# Tampere
Tampere (finsky  tampɛrɛ, švédsky Tammerfors) je třetím největším městem Finska a největším vnitrozemským městem v severní Evropě. Bylo založeno roku 1779. Tampere leží v západním Finsku a jeho centrum je mezi jezery Näsi a Pyhä. Patří k němu ale i poměrně rozsáhlá oblast v okolí těchto jezer. Rozkládá se na 523,42 km² a má přibližně 240 tisíc obyvatel.

## Geografie Tampere
Město Tampere leží v jižní části Finska, spadá do provincie Pirkanmaa. Nalézá se asi 180 km na severozápad od Helsinek. Okolní krajina je jen mírně zvlněná, převýšení není v blízkém okolí více než 50 metrů. Jako na většině území jižního Finska, město je obklopeno lesy, jezery a bažinami.
Střed města se nachází na šíji mezi jezery Näsi (95 m n. m.) na severu a Pyhä (77 m n. m.) na jihu. Jezera, která vykazují 18 metrový rozdíl v nadmořské výšce svých hladin, spojuje uprostřed města krátká, asi dvoukilometrová, řeka. Protože původně to byly spíše velké peřeje, než řeka, nazývá se Tammerkoski (koski znamená finsky „peřeje“). Dnes je řeka zregulovaná, s dvěma jezy a částečně teče i několik metrů nad okolním terénem.
Město se z původní malé osady na západním břehu řeky rozrostlo do poměrně velké aglomerace mající v průměru okolo 20 km, přičemž k městu patří i rozsáhlé území na severu podél Näsijärvi, které je však méně obydlené. S městem jsou úzce spojena sousední menší města Kangasala, Lempäälä, Nokia a Ylöjärvi. Město se nejvíce rozrostlo v druhé polovině 20. století, kdy vznikaly i celé velké čtvrti na místě původních lesů. Takovým příkladem je třeba Hervanta, která se začala budovat v roce 1972 a dnes v ní žije přes 25 000 lidí.
Průměrná roční teplota v Tampere jsou pouze asi 4 °C, ale v létě se teplota někdy přehoupne i přes 30 °C. Průměrná nejvyšší teplota se od června do srpna pohybuje okolo 20 °C. V zimě naopak celkem jistě spadne pod −20 °C, některé roky i pod −30 °C. Průměrná nejnižší teplota je v lednu a únoru zhruba −10 °C. První sníh se obvykle objevuje v listopadu a mizí v dubnu. Za zimu ho napadne několik desítek cm. Jezera v okolí bývají od prosince do dubna zamrzlá, řeka však zamrzá jen výjimečně. V létě teplota jezer vystoupá nad 20 °C. Ročně v okolí Tampere spadne asi 650 mm srážek. Prší nebo sněží v průměru 112 dní v roce.

## Historie

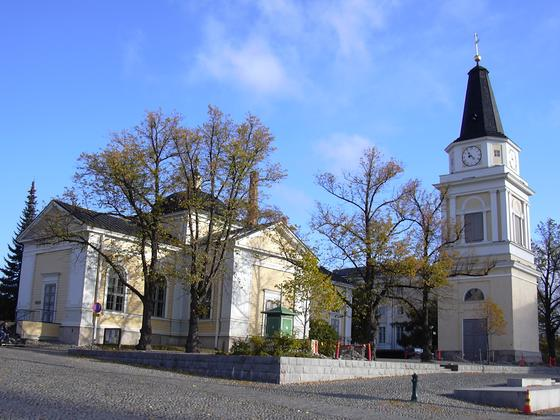
Starý kostel, Vanha Kirkko z roku 1825

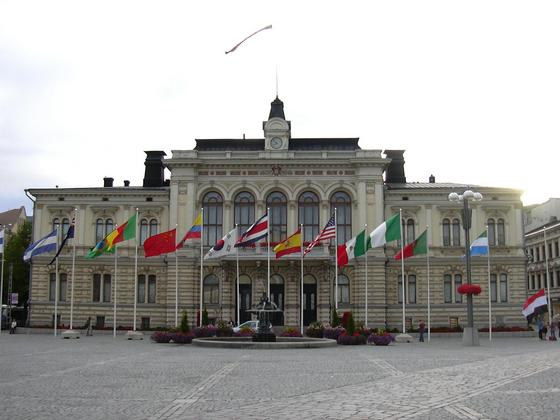
Radnice města Tampere

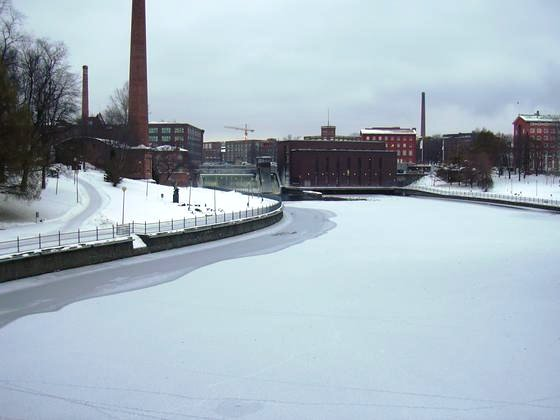
Tammerkoski v zimě

Oblast Tampere byla zřejmě osídlená až po poslední době ledové. Na břehu Tammerkoski je doložena osada již od 10. století a první písemná zmínka o místu pochází z roku 1405. Nejstarší ještě stojící budova na území města je středověký kostel v Messukylä, postavený okolo roku 1520. Na území původního centra je nejstarší budova také kostel, ale mnohem novější, z roku 1825. Plnohodnotným městem se Tampere stalo 1. října 1779, kdy švédský král Gustav III. udělil původnímu městysu městská práva.
Pozoruhodné setkání v Tampere proběhlo roku 1905. Setkali se zde na tajném kongresu ruští revolucionáři. Poprvé se tady tak potkal Lenin se Stalinem.
Během Finské občanské války se Tampere stalo baštou rudých povstalců, kteří hodně těžili z přítomnosti silné ruské posádky, která je nejdříve vyzbrojila a později přímo podpořila v boji. V březnu 1918 se město stalo hlavním cílem ofenzívy bílých. Bitva o Tampere představovala klíčovou bitvu celé války a skončila v dubnu naprostou porážkou rudých jednotek a zničením velké části města.

### Průmysl v Tampere
Průtok Tammerkoski a síla peřejů byly v Tampere využívány již ve středověku, hlavně mlýny. První papírna se ve městě objevila již v osmdesátých letech 18. století. Rozmach průmyslu v Tampere ale přinesl až příchod skotského továrníka Jamese Finlaysona, který zde v roce 1820 založil továrnu na zpracování bavlny. Ve čtyřicátých letech byla postavena vysoká pec. Později přibyly i další továrny zpracovávající len a vlnu a barvírna. V šedesátých letech 19. století již bylo Tampere převážně industriální město. Protože se město stalo proslulým díky svému textilnímu průmyslu, získalo přezdívku Manse, "Manchester severu". V této době se z bývalých Finlaysonových závodů stalo město ve městě. K továrně patřila nemocnice, kostel, školy i starobinec. Město se rychle rozvíjelo a bylo střediskem pokroku. Byla zde například použita první žárovka v severní Evropě.

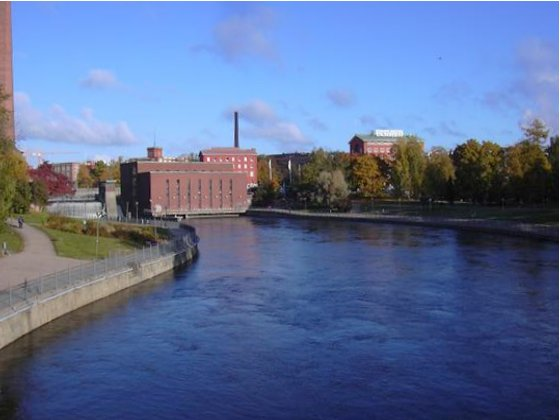
Tammerkoski

Dnes je již většina průmyslu v centru města uzavřena, v provozu je částečně jen papírna. Z bývalých továrních hal se postupnou revitalizací stalo administrativní, nákupní a zábavní centrum města. Bývalé tovární budovy se staly národními památkami. Výroba se přesunula z centra na okraj města; dnes ve městě převládá lehký strojírenský a dřevozpracující průmysl, dále technologie, vývoj počítačových her a turismus.
Nejznámější firma sídlící v Tampere je zřejmě Nokia, výrobce elektroniky a telekomunikačních zařízení. V Tampere má tato firma, sídlící ve městečku Nokia asi 15 kilometrů od Tampere, hlavně vývojové laboratoře.

## Demografie
V Tampere nyní žije přes 230 000 obyvatel. Město zažilo ve 20. století bouřlivý rozvoj, kdy se počet obyvatel zvětšil šestkrát. Tampere se i dnes neustále rozrůstá, je totiž atraktivní variantou pro ty domácí obyvatele, kteří nechtějí (či si nemohou dovolit) bydlet v konurbaci kolem města Helsinki. Tampere má kladnou bilanci jak v poměru narozených a zemřelých, tak imigrantů a emigrantů.
Díky velké rozloze města je průměrná hustota obyvatel asi 380 lidí na km2. Toto číslo je pod laťkou Evropské unie, podle které se uznávají obydlená místa za skutečná města.
V průměru zde žijí v jedné domácnosti necelí dva lidé. Téměř 60 % bytů má jen jednu nebo dvě místnosti. Tři nebo čtyři místnosti má třetina bytů. Na jednu osobu v bytě v průměru připadá 34 m2. Je zde přes 21 000 domů, ve kterých se bydlí.
V Tampere žije 52,3 % žen a 47,7 % mužů. Dětí do 15 let je ve městě 16 % a lidí starších 64 let 15 %. Podíl důchodců se má podle prognóz do dvaceti let zvýšit na pětinu, hlavně na úkor střední generace.
Město je oficiálně téměř jednojazyčné, finské. Žije zde jen asi tisícovka švédsky mluvících lidí. Ve městě ale žije díky imigraci v posledních patnácti letech téměř sto různých národností. Zřejmě největší komunita čítající asi dva tisíce jedinců mluví rusky.
Nejvíce zaměstnaných, asi 48 %, pracuje ve službách, 22 % pracuje v průmyslu (z toho celá polovina v lehkém, zejména elektrotechnickém průmyslu) a 15 % v obchodě. Dopravě a telekomunikacím se věnuje 7 % a ve stavebnictví pracuje asi 6 % zaměstnaných. Nezaměstnanost zde dosahuje 13 %.
V tamperských nemocnicích je asi 800 lůžek a za rok navštíví lékaře zhruba milion lidí. Denně vyhledá zubaře přes 400 a pomoc psychologa přes 150 lidí.

## Administrativa
Město je centrem provincie Pirkanmaa. Historicky patřilo do provincie Häme.
V městském zastupitelstvu jsou zastoupeny tyto strany:
| Strana               | Míst 2017 | 2012 |
| -------------------- | --------- | ---- |
| Sociální demokraté   | 16        | 16   |
| Kokoomus             | 15        | 17   |
| Zelení               | 14        | 10   |
| Praví Finové         | 4         | 9    |
| Levý blok            | 7         | 7    |
| Střed                | 4         | 3    |
| Křesťanští demokraté | 2         | 2    |
| Švédská strana       | 1         | 1    |
| Komunisté            | 0         | 1    |
| ostatní              | 4         | 2    |

## Školství
V Tampere je 57 základních škol a několik desítek středních škol. V oblasti Tampere je také několik institucí vyššího vzdělávání s celkovým počtem 40 000 studentů, z nichž největší je Tamperská univerzita, založená roku 2019 a Tamperská vysoká škola technická (polytechnika).
Tamperská univerzita (TAU, finsky: Tampereen yliopisto) je nejstarší univerzitou v Tampere. Její počátky sahají do roku 1925, kdy vznikla jako odnož univerzity ve městě Helsinki. Samostatnou univerzitou se stala v roce 1966 odtržením od Helsinské univerzity. Tradičně je zaměřena spíše společensko-vědně a humanitně. Nyní nabízí studium na sedmi fakultách (managementu a businessu, pedagogicko-humanitní fakultě, fakultě přírodních věd, informačních technologií, lékařské fakultě, fakultě životního prostředi a fakultě sociálních věd).
Současná instituce vznikla v roce 2019 v důsledku sloučení University of Tampere (UTA) a Tampere University of Technology (TUT). TAU má více než 20 000 studentů. Rozkládá se na třech kampusech: v centru města se nachází většina společensko-vědních a humanitních oborů, v jižní části města Hervanta jsou technologické obory. V severní čtvrti Kauppi sídlí fakulta medicíny a přírodních věd společně s Tamperskou fakultní nemocnicí.
TAU je také hlavním akcionářem Tamperské vysoké školy technické (Tampere University of Applied Sciences, TAMK), čítající asi 10 000 studentů. Finská policejní akademie (Police University College) se také nachází v Tampere.

## Doprava
| Město        | km  |
| ------------ | --- |
| Helsinky     | 176 |
| Jyväskylä    | 149 |
| Kotka        | 241 |
| Kuopio       | 293 |
| Lahti        | 126 |
| Lappeenranta | 274 |
| Oulu         | 476 |
| Pori         | 114 |
| Rovaniemi    | 715 |
| Turku        | 157 |
| Vaasa        | 242 |

Město má spojení s dalšími finskými městy po silnici i železnici. Tampere spojuje s Helsinkami moderní dálnice. Další významná spojení jsou směrem k Turku, Lahti, Jyväskyle a Pori.
Železnice byla do města zavedena roku 1876 v rámci tak zvané severojižní dráhy. Nejprve spojovala Tampere s Helsinkami a nepřímo také s Turku. V roce 1883 byla dráha dostavěna až do Vaasy. V roce 1895 byla dostavěna dráha do Pori a roku 1971 i zkratka do Seinäjoki. K tomu ještě přibyla roku 1977 odbočka z původní vaasské dráhy do Jyväskylä. Dnes cesta do Helsinek Pendolinem trvá necelou hodinu a půl.
Tampere má také vlastní letiště, ze kterého je denně vypravováno několik vnitrozemských a mezinárodních letů. Létá se odsud například do Stockholmu, Londýna nebo Frankfurtu.
V Tampere jezdí i pravidelná autobusová hromadná doprava. Ještě v sedmdesátých letech zde jezdily trolejbusy. Po vzoru Helsinek se zde buduje rychlodráha spojující nejodlehlejší části města.

### Doprava přes Tammerkoski

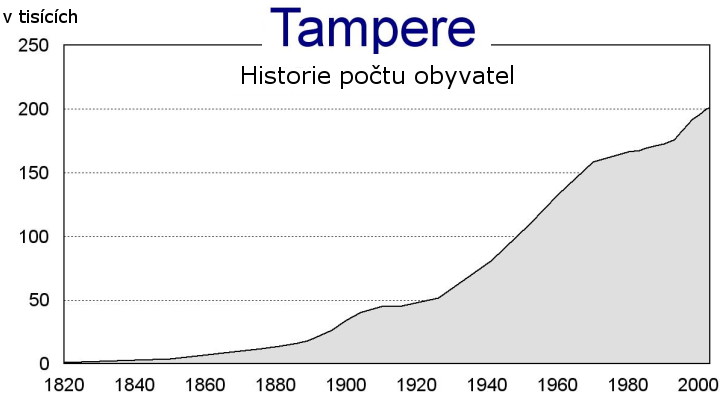
Graf růstu obyvatelstva Tampere

Původně obyvatelé zřejmě překonávali řeku na jejím jižním konci na člunech. První dřevěný most přes peřeje vznikl ale již ve středověku. Dřevěný most z roku 1807 vydržel pouhá čtyři desetiletí a ani následující opět dřevěný most nevydržel déle. V roce 1858 k hlavnímu mostu přibyla i lávka pro pěší, asi půl kilometru proti proudu. V roce 1884 byl nahrazen železným, ale ani ten se neukázal být dobrým řešením. V roce 1929 proto řeku překlenul betonový most obložený žulou.
V roce 2016 byl nahrazen most se čtyřproudovou vozovkou tunelem se stejným počtem jízdních pruhů. Důvody změny byly občasné zácpy u sjezdu do centra města a možnost vystavět nové byty na nábřeží Näsijärvi, po kterém silnice vedla. Součástí řešení ovšem nebyl nový výjezd z tunelu na místě staré problematické křižovatky, takže tunel dopravní situaci v centru města spíše mírně zhoršil. Jedná se o možnostech řešení nastalé situace.
Dnes kromě tunelu přes řeku vedou tři silniční mosty, tři lávky pro pěší a jeden železniční most, původně z roku 1895.

## Kultura

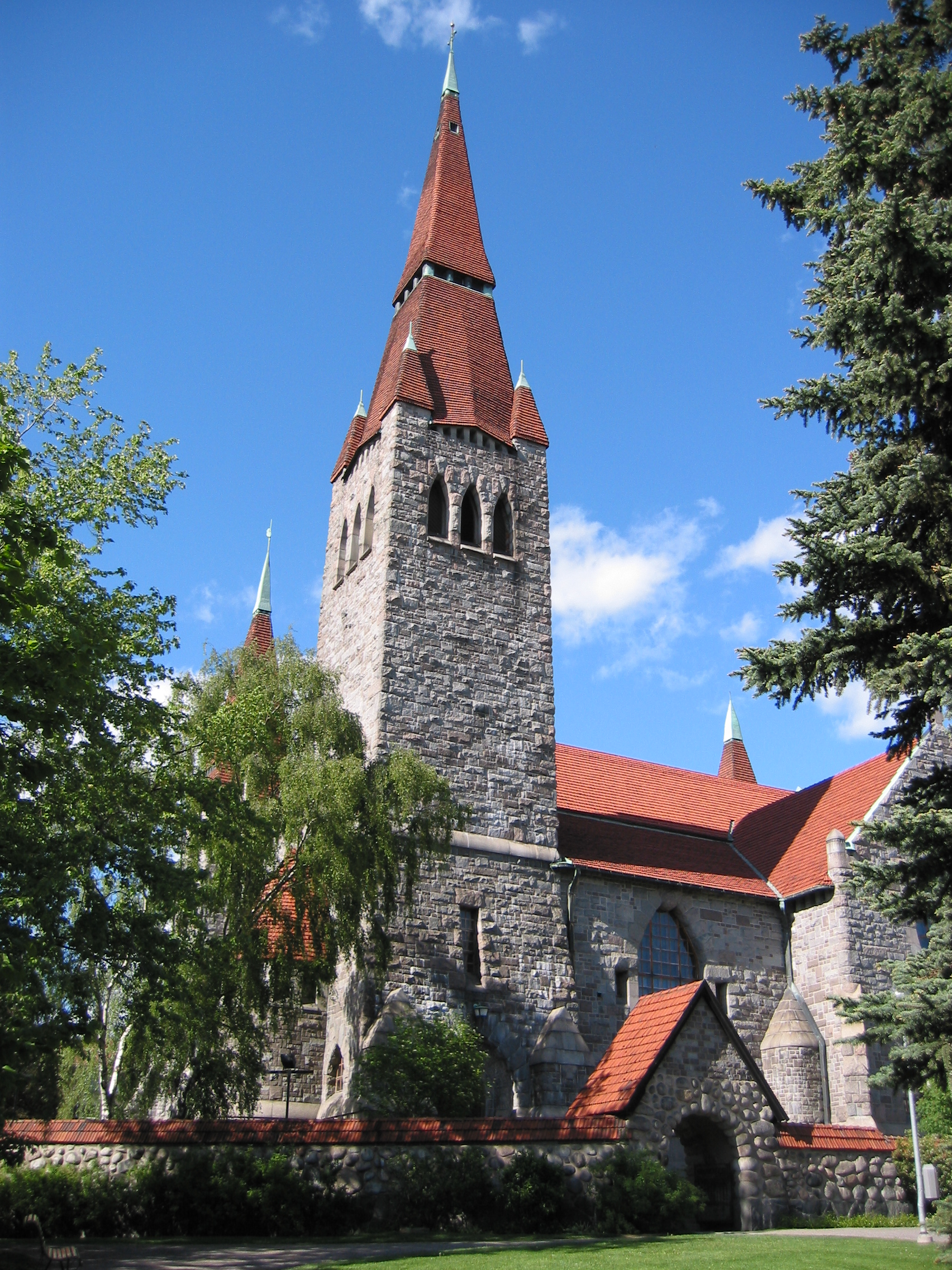
Tamperská katedrála, Tampereen tuomiokirkko z roku 1907

Tampere je kulturní město, pořádá se zde mnoho kulturních akcí. Hudební fanoušci si přijdou na své na červnovém festivalu vokální hudby, červencovém Tammerfestu a listopadovém Tampere Jazz Happeningu.

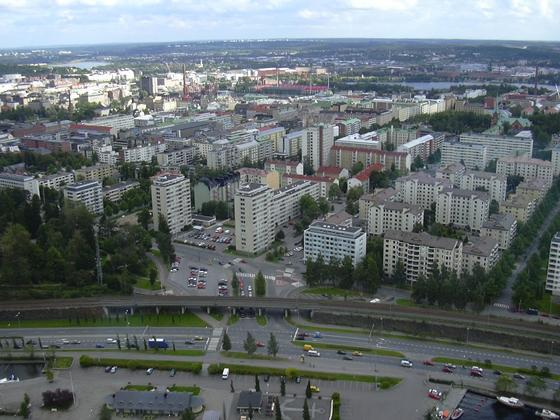
Tampere z Näsinneuly

Kromě hudebních festivalů se v Tampere také pravidelně pořádají mezinárodní filmové a divadelní festivaly. Nejen pro tyto účely je v Tampere několik kin, multikin a divadel.
Kulturním centrem je tamperské kongresové centrum Tamperetalo sídlící hned vedle Tamperské univerzity.
Ve městě není mnoho starých budov. Hlavní atrakcí jsou zde staré tovární haly přebudované na obchodní a zábavní centra a kostely. Velmi zajímavou stavbou je také tamperská veřejná knihovna Metso (finsky „tetřev“) z roku 1986, která má střechu z nakloněné kupole.
Nejstarší kostel je z druhé poloviny 15. století v Messukylä. Přímo na hlavním náměstí Keskustori se nalézá původně jediný tamperský kostel z roku 1825. Tamperská katedrála (Tampereen tuomiokirkko) byla postavena v letech 1902 až 1907. Katedrála je proslulá kontroverzními obrazy nahých lidí na zdech kolem hlavní lodi kostela. Zajímavý je také obraz znázorňující Smrtku.

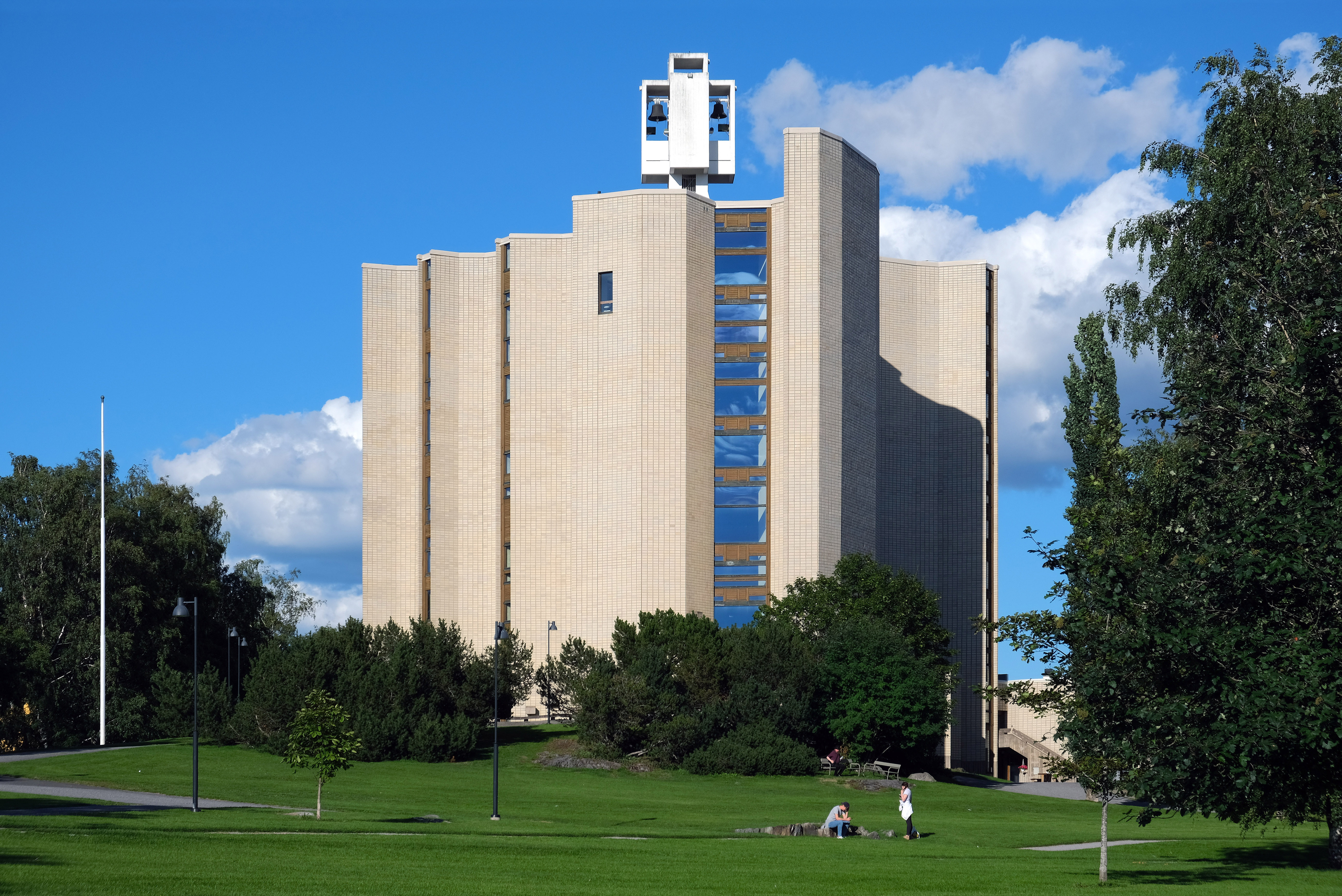
Kalevský kostel Kalevan kirkko z roku 1966

Za zmínku stojí i moderní Kalevský kostel Kalevan kirkko vybudovaný roku 1966 na návrší v ose hlavní tamperské ulice. Vyniká svými ostrými vnějšími rysy a úsporným interiérem. A není možno ani opomenout červený Alexandrův kostel Aleksanterin kirkko z roku 1881 pojmenovaný po caru Alexandru II.
V Tampere je také řada muzeí. Vedle městského muzea Vapriikki, které je umístěné v bývalé výrobní hale, je nejčastěji zmiňováno malé muzeum V. I. Lenina. Děti ale zřejmě mnohem víc ocení muzeum panenek a kostýmů či muzeum pohádkových postaviček Mumínků Tove Janssonové v budově městské knihovny. Zajímavé je také sousedící mineralogické muzeum. Příznivci skanzenů zas jistě zavítají do muzea starých dělnických domků. Ve městě také působí několik uměleckých muzeí.
Tampere má i svůj zábavní park, Särkänniemi. Je to komplex různých druhů horských drah, malé zoo, planetária, akvária a delfinária. Celému parku pak dominuje 168 metrů vysoká vyhlídková věž s otočnou restaurací Näsinneula.
Ačkoli k většině domácností v Tampere patří i sauny, v Tampere je několik veřejných saun, většinou na břehu jezer.

## Sport

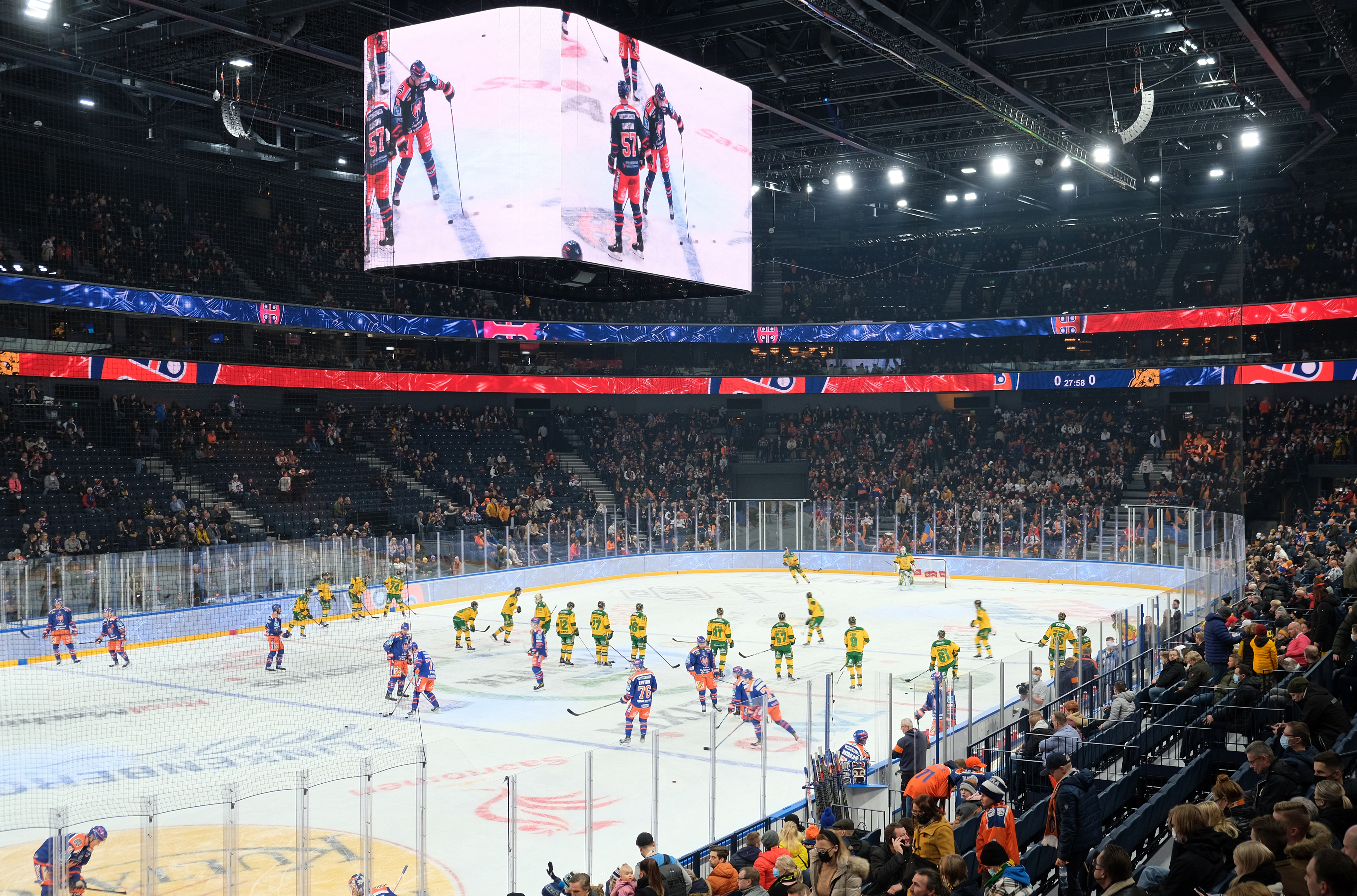
Nokia Arena, palubní aréna v Tampere

V Tampere působí dva hokejové kluby hrající finskou nejvyšší soutěž, Ilves a Tappara, které sdílí společný stadion. Nejvyšší finskou fotbalovou soutěž hrál fotbalový klub Tampere United, ale v roce 2011 byl vyřazen kvůli sponzorování firmou známou sázkovými podvody. Proběhlo zde mistrovství světa v orientačním běhu 1979
V okolí města je mnoho cest pro pěší a cykloturistiku v létě a běžkování v zimě. Ve městě je také několik plaveckých bazénů a víceúčelových hal. Oblíbeným halovým sportem je florbal.

## Pojmenováno po Tampere
- Planetka 1497 Tampere byla po městu pojmenována jejím objevitelem, finským astronomem Yrjem Väisälou.

## Symboly města
- pták: konipas bílý (fin. västäräkki, lat. Motacilla alba)
- zvířátko: hnědásek (fin. tummaverkkoperhonen, lat. Melitaea diamina)
- rostlina: fialka (fin. orvokki)

## Speciality
- mustamakkara, černá klobása obvykle podávaná s brusinkami a mlékem
- munkki: čerstvá kobliha (donut)

## Známé osobnosti
- Minna Canthová (1844–1897), spisovatelka a feministka
- Julius Saaristo (1891–1969), atlet
- Vilho Tuulos (1895–1967), atlet
- Matti Järvinen (1909–1985), atlet
- Sakari Tuomioja (1911–1964), diplomat a premiér
- Väinö Linna (1920–1992), spisovatel
- Mirkka Rekola (1931–2014), spisovatelka a básnířka
- Pekka Marjamäki (1947–2012), hokejista
- Timo Jutila (* 1963), hokejista
- Raimo Helminen (* 1964), hokejista
- Anne Nurmi (* 1968), zpěvačka, skladatelka a klávesistka, členka skupiny Lacrimosa
- Teppo Numminen (* 1968), hokejista, trenér a skaut
- Mika Noronen (* 1979), hokejový brankář
- Riikka Pulkkinen (* 1980), spisovatelka
- Sasu Hovi (* 1982), hokejový brankář
- Heidi Pelttariová (* 1985), hokejistka
- Perttu Lindgren (* 1987), hokejista
- Kiira Korpi (* 1988), krasobruslařka
- Aleksander Barkov (* 1995), hokejista
- Glen Kamara (* 1995), fotbalista
- Veera Kauppiová (* 1997), florbalistka a fotbalistka
- Patrik Laine (* 1998), hokejista

## Partnerská města
- Brasov, Rumunsko
- Chemnitz, Německo
- Essen, Německo
- Kanton, Čína
- Kaunas, Litva
- Klaksvík, Faerské ostrovy
- Kópavogur, Island
- Kyjev, Ukrajina
- León, Nikaragua
- Linz, Rakousko
- Łódź, Polsko
- Miskolc, Maďarsko
- Mwanza, Tanzanie
- Nižnij Novgorod, Rusko
- Norrköping, Švédsko
- Odense, Dánsko
- Olomouc, Česko
- Saskatoon, Kanada
- Syracuse, USA
- Tartu, Estonsko
- Trondheim, Norsko